# 1. HOL za žene 2017./18.
Prva liga' je predstavljala drugi stupanj odbojkaškog prvenstva Hrvatske za žene u sezoni 2017./18. 
 
U "Prvoj ligi" je sudjelovalo 8 klubova, a prvak je bila "Enna Vukovar", koja se zajedno s doprvakom – "Brda" iz Splita natjecala u doigravanju za prvaka Hrvatske.

## Sustav natjecanja
"Prva liga" se igrala u dva dijela: 
 
1. dio – 8 klubova igra dvokružnu ligu (14 kola) 
 
2. dio – na osnovu lige iz prvog dijela formiraju se dvije skupine: 
- "3. skupina" – prve četiri ekipe iz prvog dijela – igraju dvokružnu ligu (6 kola), s prenesenim međusobnim rezultatima iz prvog dijela
- "4. skupina" – ekipe od 5. do 8. mjesta iz prvog dijela – igraju dvokružnu ligu (6 kola), s prenesenim međusobnim rezultatima iz prvog dijela

Po završetku "Drugog dijela", prve dvije ekipe iz "3. skupine" igraju u doigravanju "Superlige" prvaka Hrvatske.

## Sudionici
- Azena, Velika Gorica
- Brda, Split
- Drenova, Rijeka
- Đakovo, Đakovo
- Enna Vukovar, Vukovar
- Kostrena, Kostrena
- Rovinj – Rovigno, Rovinj
- Zadar, Zadar

## Ljestvice i rezultati

### Prvi dio
| mj | klub             | ut | pob | por | set+ | set- | bod | 2. dio     |
| -- | ---------------- | -- | --- | --- | ---- | ---- | --- | ---------- |
| 1. | Brda             | 14 | 13  | 1   | 41   | 12   | 37  | 3. skupina |
| 2. | Enna Vukovar     | 14 | 12  | 2   | 28   | 15   | 34  | 3. skupina |
| 3. | Drenova          | 14 | 9   | 5   | 33   | 20   | 27  | 3. skupina |
| 4. | Zadar            | 14 | 7   | 7   | 26   | 23   | 22  | 3. skupina |
| 5. | Đakovo           | 14 | 6   | 8   | 24   | 27   | 20  | 4. skupina |
| 6. | Azena            | 14 | 6   | 8   | 26   | 31   | 17  | 4. skupina |
| 7. | Kostrena         | 14 | 3   | 11  | 13   | 35   | 10  | 4. skupina |
| 8. | Rovinj – Rovigno | 14 | 0   | 14  | 4    | 42   | 1   | 4. skupina |

Utakmice su igrane od 7. listopada 2017. do 4. veljače 2018. godine.

### Drugi dio
Prenose se međusobni rezultati te se igra dvokružnim liga-sustvom. 

     – plasirali se u doigravanje za prvaka Hrvatske 
| mj         | klub             | ukupno     | ukupno     | ukupno     | ukupno     | ukupno     | ukupno     |            | preneseno iz prvog dijela | preneseno iz prvog dijela | preneseno iz prvog dijela | preneseno iz prvog dijela | preneseno iz prvog dijela |            | ostvareno u drugom dijelu | ostvareno u drugom dijelu | ostvareno u drugom dijelu | ostvareno u drugom dijelu | ostvareno u drugom dijelu |
| mj         | klub             | ut         | pob        | por        | set+       | set-       | bod        | ut         | pob                       | por                       | set+                      | set-                      | ut                        | pob        | por                       | set+                      | set-                      |                           |                           |
| 3. skupina | 3. skupina       | 3. skupina | 3. skupina | 3. skupina | 3. skupina | 3. skupina | 3. skupina | 3. skupina | 3. skupina                | 3. skupina                | 3. skupina                | 3. skupina                | 3. skupina                | 3. skupina | 3. skupina                | 3. skupina                | 3. skupina                | 3. skupina                | 3. skupina                |
| ---------- | ---------------- | ---------- | ---------- | ---------- | ---------- | ---------- | ---------- | ---------- | ------------------------- | ------------------------- | ------------------------- | ------------------------- | ------------------------- | ---------- | ------------------------- | ------------------------- | ------------------------- | ------------------------- | ------------------------- |
| 1.         | Enna Vukovar     | 12         | 9          | 3          | 31         | 15         | 27         |            | 6                         | 4                         | 2                         | 14                        | 9                         |            | 6                         | 5                         | 1                         | 17                        | 6                         |
| 2.         | Brda             | 12         | 6          | 6          | 26         | 23         | 19         | 6          | 5                         | 1                         | 17                        | 8                         | 6                         | 1          | 5                         | 9                         | 15                        |                           |                           |
| 3.         | Drenova          | 12         | 5          | 7          | 22         | 28         | 15         | 6          | 2                         | 4                         | 11                        | 14                        | 6                         | 3          | 3                         | 11                        | 14                        |                           |                           |
| 4.         | Zadar            | 12         | 4          | 8          | 17         | 30         | 11         | 6          | 1                         | 5                         | 7                         | 16                        | 6                         | 3          | 3                         | 10                        | 14                        |                           |                           |
|            |                  |            |            |            |            |            |            |            |                           |                           |                           |                           |                           |            |                           |                           |                           |                           |                           |
| 4. skupina |                  |            |            |            |            |            |            |            |                           |                           |                           |                           |                           |            |                           |                           |                           |                           |                           |
| 1. (5.)    | Đakovo           | 12         | 9          | 3          | 30         | 14         | 27         |            | 6                         | 5                         | 1                         | 17                        | 5                         |            | 6                         | 4                         | 2                         | 13                        | 9                         |
| 2. (6.)    | Azena            | 12         | 9          | 3          | 29         | 16         | 23         | 6          | 4                         | 2                         | 14                        | 12                        | 6                         | 5          | 1                         | 15                        | 4                         |                           |                           |
| 3. (7.)    | Kostrena         | 12         | 5          | 7          | 20         | 24         | 17         | 6          | 3                         | 3                         | 11                        | 11                        | 6                         | 2          | 4                         | 9                         | 13                        |                           |                           |
| 4. (8.)    | Rovinj – Rovigno | 12         | 1          | 11         | 8          | 33         | 4          | 6          | 0                         | 6                         | 4                         | 18                        | 6                         | 1          | 5                         | 4                         | 15                        |                           |                           |

Utakmice su igrane od 10. veljače do 7. ožujka 2018. godine.

## Vanjske poveznice
- hos-cvf.hr, Hrvatski odbojkaški savez
- natjecanja.hos-cvf.hr